# De Sede
de Sede ist ein Schweizer Möbel- und Lederaccessoireshersteller mit Sitz in Klingnau, Schweiz. Jährlich produziert das Unternehmen ca. 11'000 überwiegend von Hand gefertigte Möbelstücke. 70 % der Produkte werden in 48 Länder exportiert, wobei sich die Produktion vollständig in der Schweiz befindet.
Monika Walser leitet die de Sede AG seit 2014. Hauptinvestor ist die Oel Pool AG.
Die Möbelstücke werden über Händler weltweit sowie im Ausstellungsraum in Klingnau und im 2017 eröffneten Ausstellungsraum in Los Angeles vertrieben.

## Produkte

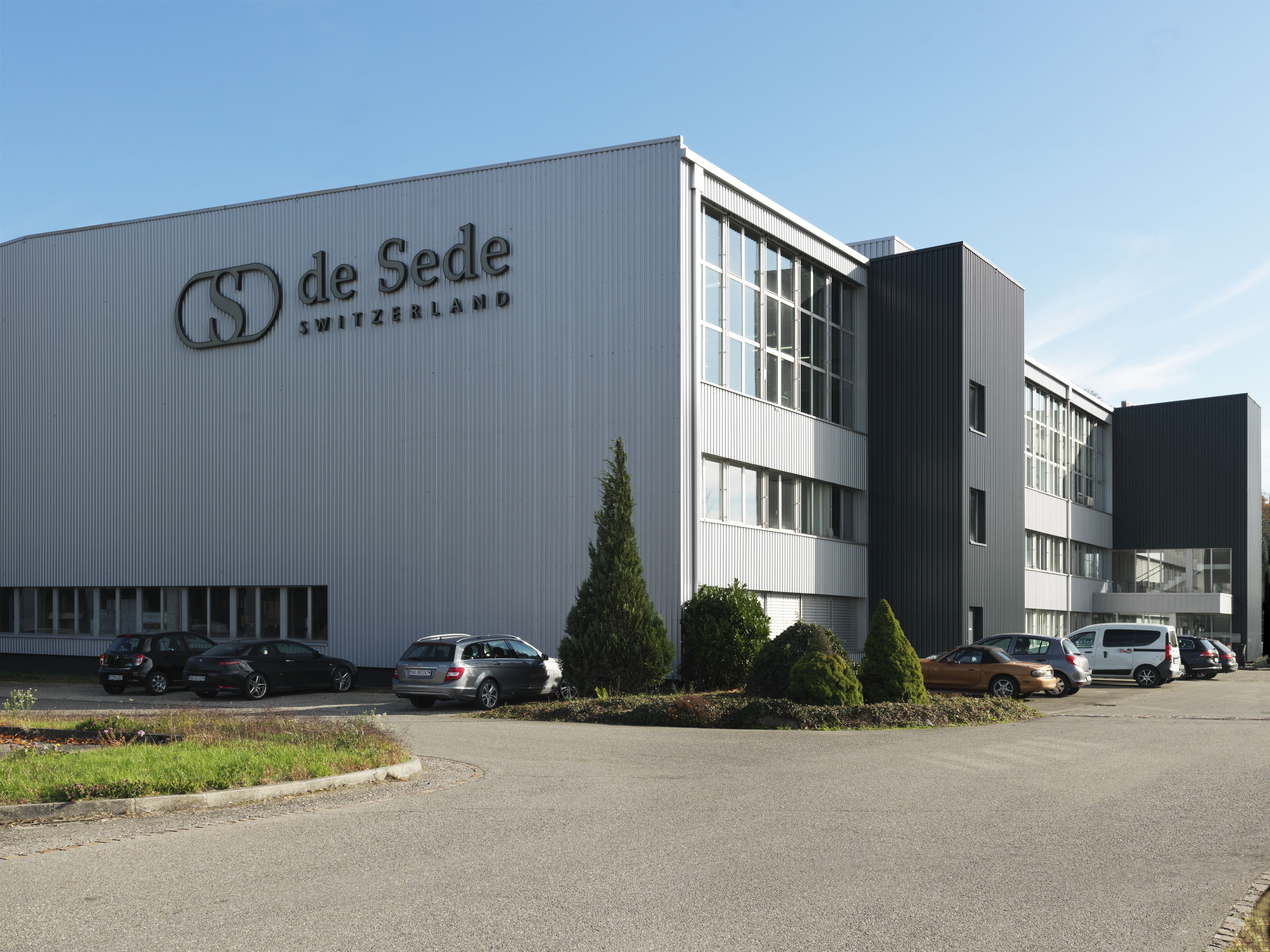
Hauptsitz von de Sede in Klingnau

Die Kollektion von de Sede besteht aus Liege- und Sitzmöbeln, Tischen, Betten und Outdoor-Möbeln. Ferner produziert die de Sede AG seit September 2017 eine eigene Ledertaschenkollektion, die vollständig im Werk in Klingnau gefertigt wird.

## Geschichte
de Sede hat seinen Ursprung in einem Sattlerbetrieb, der 1962 von dem Sattlermeister Ernst Lüthy in Klingnau gegründet wurde. Sein Team war spezialisiert auf handgefertigte Ledermöbel. 1965 wurde der Familienbetrieb in eine Aktiengesellschaft, die de Sede AG, umgewandelt. Bekannte internationale Designer wurden mit Entwürfen für Sitzmöbel beauftragt und weitere Produktionsstätten eröffnet, ein internationales Vertriebsnetz wurde aufgebaut. 
1984 erfolgte die Übernahme durch die PCW-Gruppe, 1993 übernahm Hans-Peter Fässler die Firma zusammen mit einem Partner durch einen Management-Buy-out. Im Jahr 2000 wurde unter Hans-Peter Fässler die Firma FSM Frank Sitzmöbel hinzugekauft. Im Jahr 2007 verkaufte Hans-Peter Fässler das Unternehmen an das Private-Equity-Haus Capvis, das es gemeinsam mit den Möbelfirmen Machalke (Deutschland) und Wellis AG (Schweiz) in die de Sede Group aufgehen liess. 2013 gründeten sieben private Schweizer Investoren die DESEMA Holding AG und integrierten darin die de Sede AG und die Machalke Polsterwerkstätten GmbH, mit jeweils einer eigenen Geschäftsführung. Der Geschäftsgang war zuvor miserabel, das Unternehmen bei den Lieferanten verschuldet, bei Capvis soll die Übergabe annähernd einen Totalabschreiber verursacht haben. 2014 übernahm Monika Walser die Geschäftsführung der de Sede AG mit den Marken de Sede und FSM. 2015 wurde Oel-Pool Investor und trägt bis heute 90 Prozent von de Sede, 10 Prozent gehören Monika Walser.

## Designgeschichte

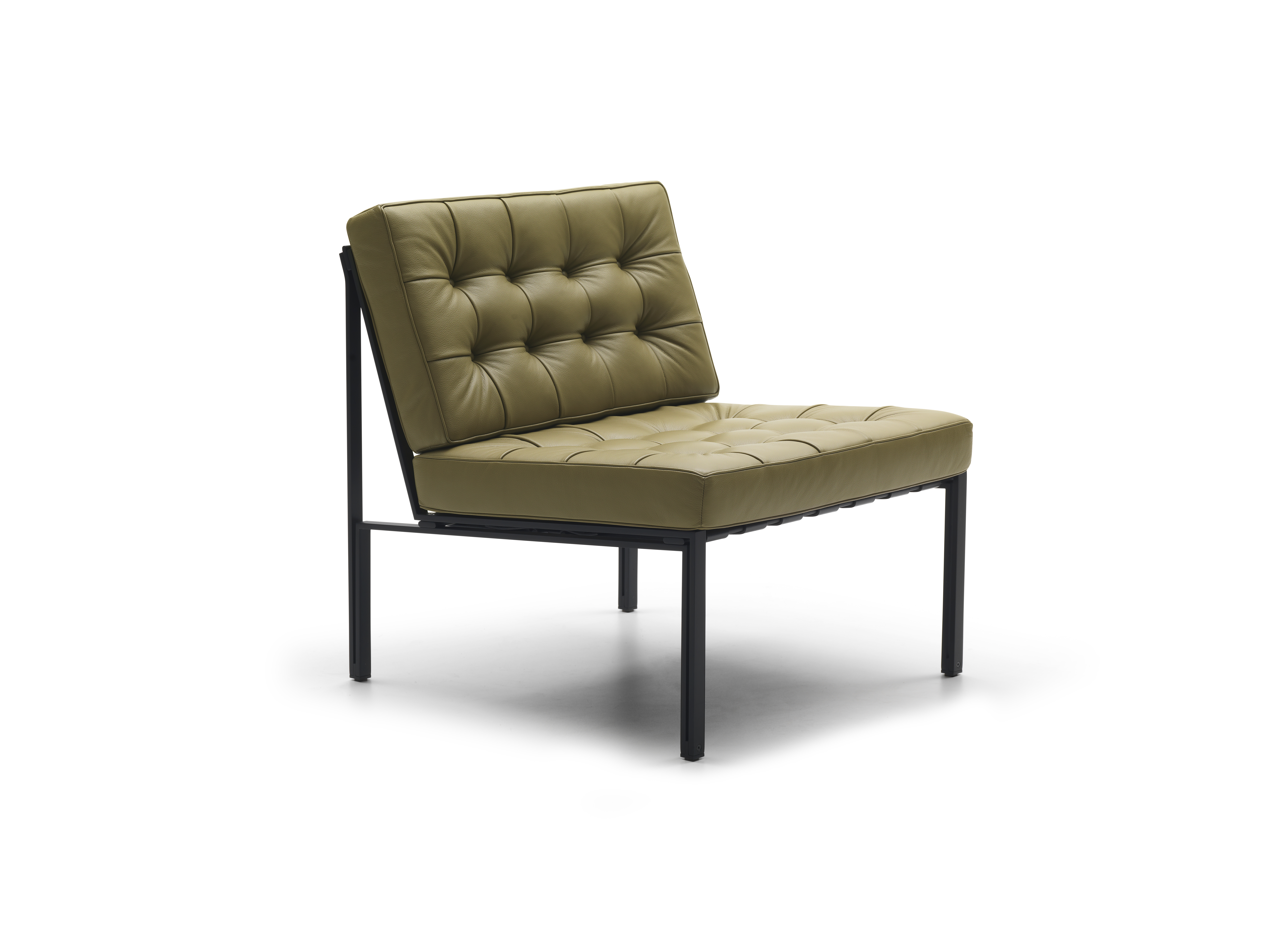
de Sede Sessel KT-221, designt von Kurt Thut

Im Jahr 1956 entwarf Kurt Thut das Sofa KT-221, das de Sede für sein 50-Jahr-Jubiläum 2015 einer Auffrischung unterzog und wieder auflegte.
Der Schweizer Designer Alfredo Häberli entwarf die Modellserie DS-373 für de Sede, inspiriert durch einen kleinen Lederelefanten, den er auf einem Flohmarkt entdeckt hatte. Er war fasziniert von dem dreidimensionalen Spielzeug, das aus einem zweidimensionalen Stoffstück gefaltet war und wollte ein Sofa nach diesem Vorbild entwerfen.

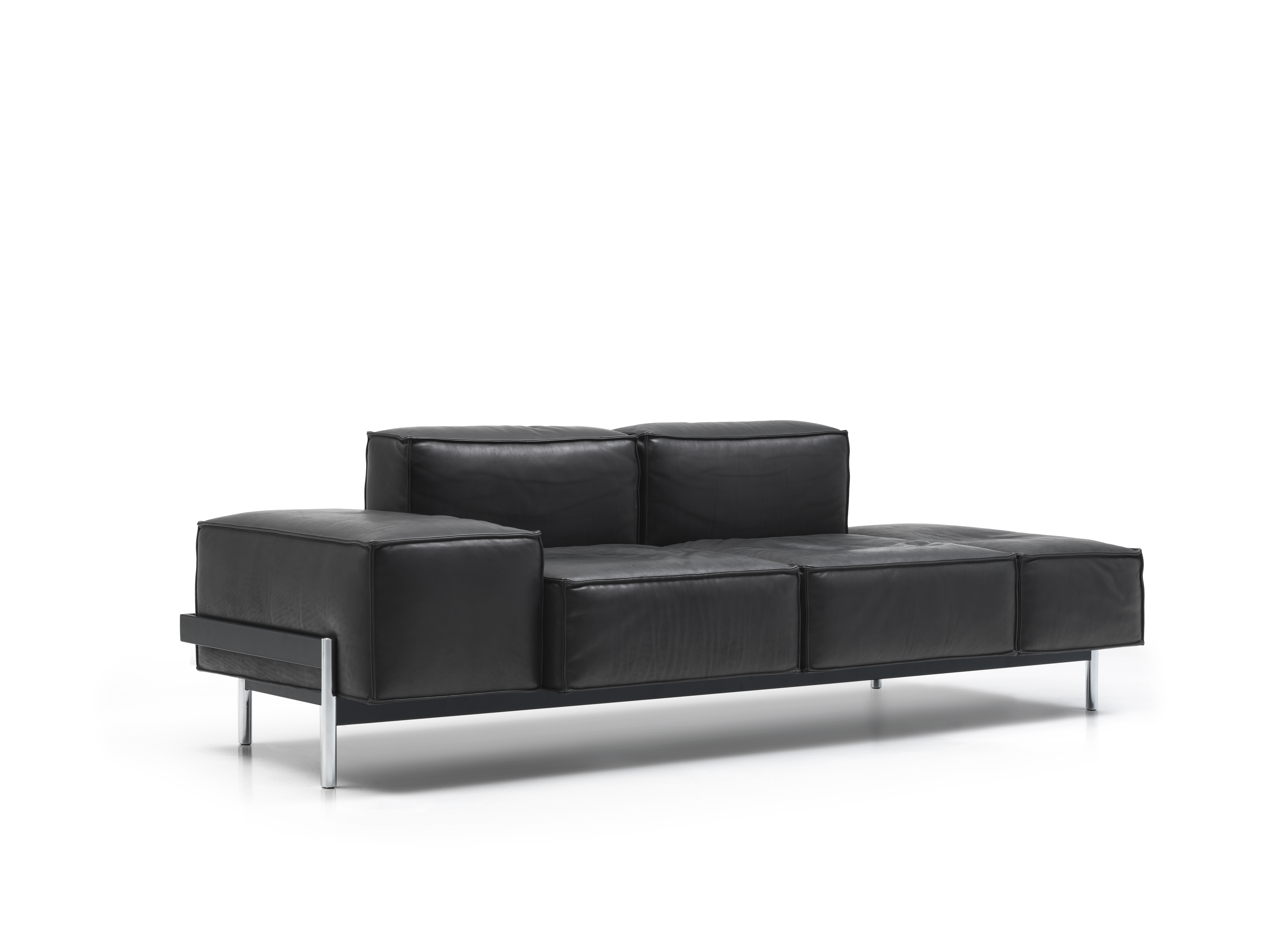
de Sede Sofa DS-21, designt von Stephan Hürlemann

Der Schweizer Architekt Stephan Hürlemann entwarf 2016 das Modell DS-21 für de Sede. Der Entwurf basiert auf einer modularen Struktur mit einem strikten Fussgestell und Polsterkuben, die sich austauschen lassen, so dass sich sowohl Form wie Aussehen des Möbels flexibel verändern lassen.

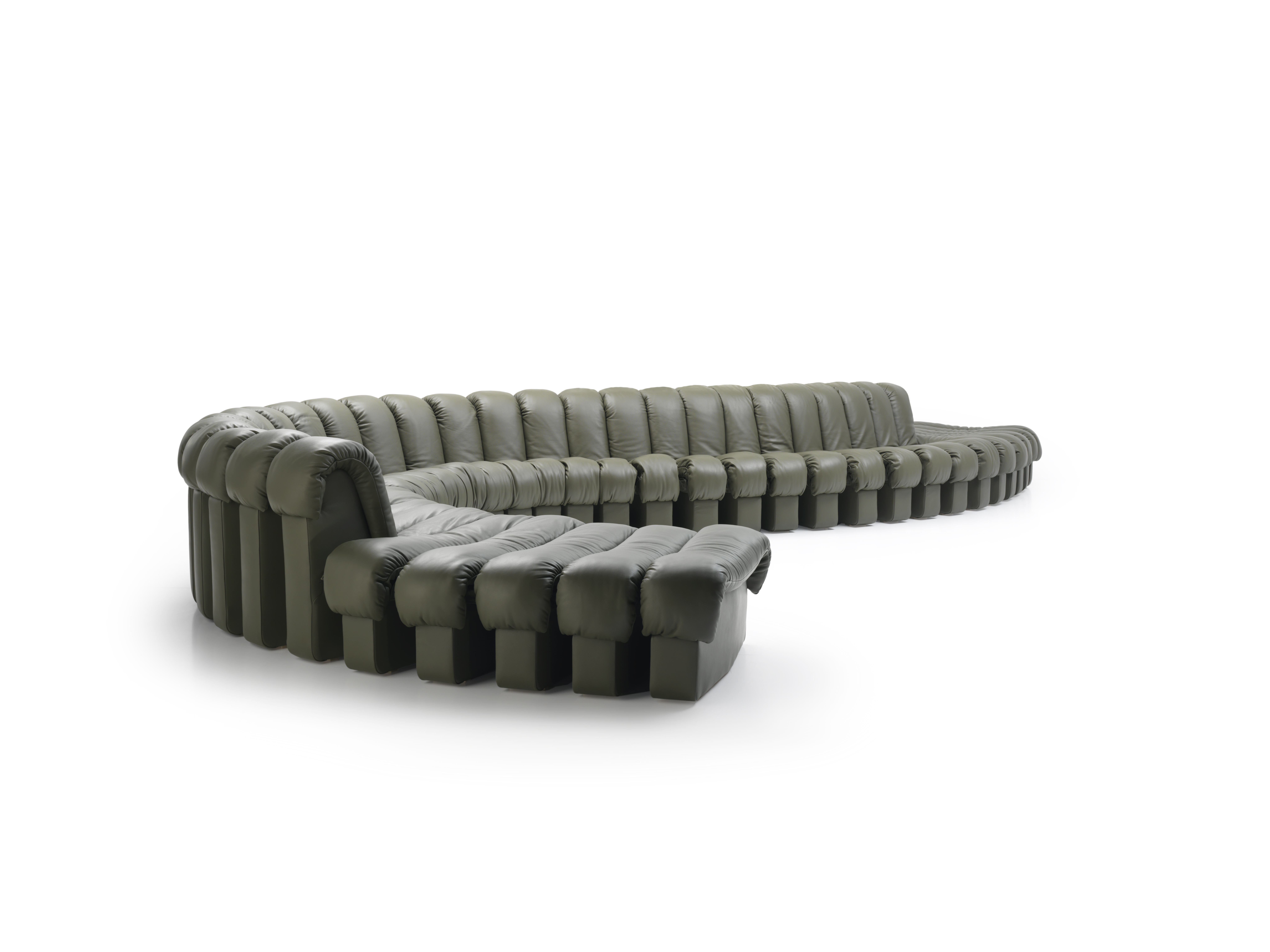
de Sede Sofa DS-600, designt von U. Berger, E. Peduzzi Riva, H. Ulrich, K. Vogt

DS-600, eine Element-Garnitur mit vielen Ausbau- und Gestaltungsmöglichkeiten, wurde von Ueli Berger, Eleonora Peduzzi-Riva, Heinz Ulrich und Klaus Vogt entworfen. Der Autodidakt Ueli Berger (1937–2008) arbeitete seit 1962 als Maler, Bildhauer, Zeichner und Designer oft architekturbezogen. Eleonore Peduzzi Riva hat sich als Künstlerin und Designerin in der Architektur, in der Innenarchitektur und -einrichtung sowie in der Forschung und Produktion im Bereich Industriedesign engagiert. Heinz Ulrich (* 1942) war nach der Lehre als Hochbauzeichner und nach Abschluss der Fachklasse für Innenarchitektur und Produktgestaltung an der Kunstgewerbeschule Zürich Leiter des Ausstattungsbetriebes beim Schweizer Fernsehen. Klaus Vogt (* 1938) gründete nach einer Bootsbauerlehre und der Ausbildung an der Fachklasse für Innenarchitektur an der Kunstgewerbeschule in Zürich sein eigenes Architekturbüro. Prominente wie Will Smith, Tina Turner oder Mick Jagger sind im Besitz des Modells.